# Qualificazioni al campionato mondiale di calcio 2022 - AFC - seconda fase - girone D
Questa voce raccoglie i risultati delle partite del girone D valido come secondo turno di qualificazione al Campionato mondiale di calcio 2022 per la zona di competenza dell'AFC.
| Squadra        | P.ti | G | V | P | S | RF | RS | DR  |
| -------------- | ---- | - | - | - | - | -- | -- | --- |
| Arabia Saudita | 20   | 8 | 6 | 2 | 0 | 22 | 4  | +18 |
| Uzbekistan     | 15   | 8 | 5 | 0 | 3 | 18 | 9  | +9  |
| Palestina      | 10   | 8 | 3 | 1 | 4 | 10 | 10 | 0   |
| Singapore      | 7    | 8 | 2 | 1 | 5 | 7  | 22 | -15 |
| Yemen          | 5    | 8 | 1 | 2 | 5 | 6  | 18 | -12 |

## Risultati

### 1ª giornata
| Arbitro: | Evans |

|                      |           |                          |
| Ikhsan 27’ Faris 52’ | Marcatori | 34’ Al-Matari 45’ Qarawi |

| Arbitro: | Fu |

|                        |           |  |
| Dabbagh 60’ Batran 85’ | Marcatori |  |

### 2ª giornata
| Arbitro: | Yu |

|                       |           |           |
| Shakir 3’ Safuwan 38’ | Marcatori | 13’ Hamed |

| Arbitro: | Pu-udom |

|                       |           |                            |
| Qarawi 8’ Al-Dahi 37’ | Marcatori | 23’ Bahebri 48’ Al-Dawsari |

### 3ª giornata
| Arbitro: | Hattab |

|                                                                            |           |  |
| Kodirkulov 3’ Shomurodov 33’ Iskanderov 53’ Tukhtakhodjaev 72’ Sergeev 90’ | Marcatori |  |

| Arbitro: | Kim |

|                              |           |  |
| Asiri 28’, 67’ Al-Hamdan 61’ | Marcatori |  |

### 4ª giornata
| Arbitro: | Shen |

|              |           |                                   |
| Ikhsan 45+1’ | Marcatori | 15’ Ahmedov 51’, 90+2’ Shomurodov |

| Al-Ram 15 ottobre 2019, ore 16:00 UTC+3 | Palestina | 0 – 0 referto | Arabia Saudita | Stadio Internazionale Faisal Al-Husseini (12 000 spett.)\| Arbitro: \| Al-Kaf \| |
| Arbitro:                                | Al-Kaf    |               |                |                                                                                  |

### 5ª giornata
| Arbitro: | Sato |

|                                    |           |                                         |
| Shomurodov 16’ Shukurov 56’ (rig.) | Marcatori | 23’ (rig.), 85’ Al-Faraj 89’ Al-Dawsari |

| Arbitro: | Makhadmeh |

|             |           |  |
| Al-Dahi 54’ | Marcatori |  |

### 6ª giornata
| Arbitro: | Shukralla |

|                     |           |  |
| Shomurodov 18’, 58’ | Marcatori |  |

| Arbitro: | Tōjō |

|                 |           |                      |
| Al-Gahwashi 85’ | Marcatori | 19’ Ikhsan 52’ Hafiz |

### 7ª giornata
| Arbitro: | Sarray |

|                                                                          |           |  |
| Al-Shahrani 37’ Al-Muwallad 43’ Al-Shehri 52’, 58’ Al-Dossari 88’ (rig.) | Marcatori |  |

| Arbitro: | Abdulnabi |

|                                                                  |           |  |
| Masharipov 6’, 34’ Shomurodov 45+1’ Ahmedov 50’ Fandi 88’ (aut.) | Marcatori |  |

### 8ª giornata
| Arbitro: | Hassan |

|                                                    |           |  |
| Seyam 19’ (rig.), 30’ (rig.) Dabbagh 23’ Hamed 85’ | Marcatori |  |

| Arbitro: | Gamini |

|                                    |           |  |
| Al-Dossari 4’ Al-Muwallad 17’, 32’ | Marcatori |  |

### 9ª giornata
| Arbitro: | Abdulla Hassan |

|  |           |                       |
|  | Marcatori | 19’ (rig.) Masharipov |

| Arbitro: | Sarray |

|  |           |                                                |
|  | Marcatori | 84’ Al-Dossari 86’ Al-Muwallad 90+6’ Al-Shehri |

### 10ª giornata
| Arbitro: | Ko Hyung-jin |

|                                 |           |  |
| Al-Faraj 25’, 33’ Al-Hassan 52’ | Marcatori |  |

| Arbitro: | Tufayelieh |

|                              |           |  |
| Dabbagh 43’, 84’ Hamed 45+3’ | Marcatori |  |

Nota: lo Yemen ha giocato le sue partite casalinghe in Bahrein a causa della guerra civile in corso.